# Кривавий кулак 2050
Кривавий кулак 2050 (англ. Bloodfist 2050) — бойовик.

## Сюжет
2050-й рік. У Лос-Анджелес, поділений на сфери впливу ворогуючих вуличних угруповань, приїжджає Алекс Данко. Молода людина сподівається знайти свого брата Джонні, який заробляє на життя участю в боях без правил. Прибувши на місце, Алекс дізнається, що Джонні убитий, а обставини його смерті так і залишилися нез'ясованими. Заручившись підтримкою друга поліцейського, юнак починає власне розслідування і незабаром розуміє що всі нитки ведуть до підпільного рингу. Щоб дізнатися ім'я вбивці, Алекс вирішує сам стати бійцем.

## У ролях
- Метт Маллінз — Алекс Данко
- Джо Сабатіно — детектив Маріно / Слік
- Глен Медоуз — Ренді Бойкановіч
- Беверлі Лінн — Надя Бойкановіч
- Джо Марі Авеллана — MC
- Монсур Дель Розаріо — Великий Ахмед Кан
- Джеймс Грегорі Паоллелі — Джонні Данко
- Джозеф Дзуккеро — детектив Лі
- Рені Рогофф — Моллі
- Джим Мосс — знедолений
- Майк Кейссі — сліпий
- Арчі Адамос — рахівник
- Кріс Брюстер — Бреггер
- Alih Leal — Фрейзер Гомез
- Jun Collao — Зулу Джек
- Eduardo Torralba — Крег
- Алекс Кьюненен — Сумо Едді
- Ronald Bing Waoel — Кемаль Кевітч
- Manny Distor — Вахід Коно
- Неш Еспіноза — Монстр
- Jorge Canias — Снейк
- Onchie Dela Cruz — Звір
- Кріс Агілар — Вбивця Кейн
- Rey Comia — Мануу
- Nico Dhaenen — Термінатор
- Robert Escutin — Червоний Демон
- Філіп Ентоні — (в титрах не вказаний)